# La Rochefoucauld (adelsätt)
La Rochefoucauld är en fransk adelsätt, känd sendan 1000-talet. Den erhöll furstevärdighet 1519 och hertiglig värdighet 1622. Huvudgrenen dog ut 1762. Från den siste manlige ättemedlemmens dotter stammar den nuvarande ättegrenen. Bland medlemmarna i släkten märks:
1. François de La Rochefoucauld (1613–1680), fransk författare
2. François de La Rochefoucauld (kardinal) (1558–1645), katolsk kardinal
3. François Alexandre de La Rochefoucauld (1747–1827), fransk politiker